# Ingrid Griebel-Zietlow
Ingrid Griebel-Zietlow (* 1936 in Berlin-Wilmersdorf; † 1999 in Dresden) war eine deutsche Malerin und Grafikerin.

## Leben und Werk
Ingrid Griebel-Zietlow absolvierte ab 1950 in Meißen eine Lehre als Porzellanmalerin. Von 1954 bis 1959 studierte sie bei Rudolf Bergander und Erich Fraaß Grafik an der Hochschule für Bildende Künste Dresden (HfBK). Von 1959 bis 1962 machte sie ein Zusatzstudium am Repin-Institut der Akademie der Künste der UdSSR in Leningrad. Danach arbeitete sie in Dresden als freischaffende Grafikerin und war Hochschullehrerin an der HfBK. Sie gehörte bis 1990 dem Verband Bildender Künstler der DDR an.
Ingrid Griebel-Zietlow schuf u. a. eine Anzahl von Auftragswerken im Stil des Sozialistischen Realismus. Neben ihrer künstlerischen Arbeit übersetzte sie für den Dresdener Verlag der Kunst mehrere kunsthistorische Publikationen aus dem Russischen.
Ingrid Griebel-Zietlow war verheiratet mit Georg Griebel, einem Sohn des Malers Otto Griebel.

## Werke

### Tafelbilder
- Arbeiter im VEB Nähmaschinenwerk (Mischtechnik, 66 × 56 cm, 1968; Sächsischer Kunstfonds)
- Das Gesundheitswesen der DDR und seine historische Entwicklung (Öl auf Hartfaser, 104 × 284 cm, 1974/1975; Auftragsarbeit für das Kreiskrankenhaus Heidenau; Sächsischer Kunstfonds)[3][4]
- Sport im Dienste des Friedens (Öl auf Hartfaser, 141 × 227 cm, 1976; Sächsischer Kunstfonds)
- Auch wir lieben das Leben (Öl auf Hartfaser, 91 × 237 cm, 1984; Sächsischer Kunstfonds)

### Übersetzungen für den Verlag der Kunst
- Wil B. Mirimanow: Kunst der Urgesellschaft und traditionelle Kunst Afrikas und Ozeaniens. 1973
- Irina J Pruss: Kunst des 17. Jahrhunderts. 1974
- Michael Liebmann: Giuseppe Maria Crespi. 1976
- J.F. Koshina u. a.: Kunst des 18. Jahrhunderts. 1978
- W. Tjashelow: Kunst des Mittelalters. 1981

## Ausstellungen
- 1965: 7. Studioausstellung im Leonhardi-Museum Dresden
- 1967/1968: Dresden, VI. Deutsche Kunstausstellung
- 1973: Leipzig („Kunst und Sport“)